# Talich
Talich je příjmení těchto osob:
- Jan Talich (1851–1915) – otec Václava Talicha
- Václav Talich (1883–1961) – český dirigent
- Jan Talich st. (1945–2020) – český houslista a violista, synovec Václava Talicha
- Jan Talich (* 1967) – český houslista a dirigent

### Podobné příjmení
- Tillich (Tilich, Tillig)